# Jacques-Henri-Gabriel de Bellissen
Jacques-Henri-Gabriel, marquis de Bellissen (1er juillet 1779, Montauban - 1er mars 1869, Paris) est un homme politique français.

## Biographie
Fils de Jean-Hyacinthe de Bellissen, marquis d'Airoux, officier au régiment Colonel-Général dragons et gouverneur de Cabardès, et de Flore de Godailles d'Ayrac, il se montre d'abord favorable au gouvernement de Bonaparte qui le fait comte de l'Empire, le 9 septembre 1810. Puis il devient, sous la Restauration, gentilhomme de la Chambre du roi. Chambellan de Napoléon, il assure la même fonction auprès de Louis XVIII et Charles X.
Il est élu député, pour la première fois, le 19 février 1822, par le 1er arrondissement de Tarn-et-Garonne (Montauban) en remplacement de Pierre-Barthélémy Portal d'Albarèdes, nommé pair de France, et réélu au renouvellement du 20 novembre par le collège de ce département. À cette législature comme aux suivantes, car les élections du 6 mars 1824, du 24 novembre 1827 et du 3 juillet 1830 lui renouvellent successivement son mandat, le marquis de Bellissen siége parmi les royalistes constitutionnels et se montre peu disposé à suivre la politique de Joseph de Villèle. 
Il reste pourtant fidèle à la légitimité, et rentre dans la vie privée en 1831, à la suite de l'avènement de Louis-Philippe. Devenu aveugle, il se consacre dans les dernières années de sa vie à la religion et à la charité.
En 1832, il acquiert le Palais abbatial de Royaumont.
Il est le gendre de Augustin-Félix-Elisabeth Barrin La Galissonnière, et sa fille Flora (1808-1887) épouse en 1829 Ferdinand de Mesnard (1809-1862), le fils de Charles de Mesnard.
Il est enterré avec sa fille Flora à Montbeton (près de Montauban), au sein du cimetière du Centre Bellissen, une des institutions qu'il fonda.